# 日本カシス協会
一般社団法人日本カシス協会（にほんカシスきょうかい 英: Japan Cassis Association ）は、日本におけるカシスの普及啓蒙活動をおこなう業界団体。

## 協会概要
設立2005年10月10日（目の愛護デー）設立の前身任意団体 日本カシス協会を引き継ぎ、2006年10月4日定款改定を行い一般社団法人日本カシス協会となる。
事務局東京都目黒区上目黒2丁目9番35号 中目黒GS第2ビル1階
役員
名誉会長 宮永嘉隆
- 会長 市橋正光
- 副会長 加藤陽治
- 理事 勝海修
- 理事 井上賢治
- 理事 松本均
- 理事 森下竜一
- 理事 日比野佐和子

記念日カシスの日 毎年7月23日

### 沿革[4]
- 2005年10月10日 任意団体日本カシス協会設立
- 2006年
  - 2月14日 第1回カシスサミット開催(NZ大使館)
  - 7月23日 第1回カシスの日開催
  - 8月02日 第2回カシスサミット開催(ホテル青森)[5]
  - 10月04日 定款改定し一般社団法人となる。
  - 10月13日 第1回日本カシス協会総会、読売カシスシンポジウム開催
- 2007年
  - 7月20日 第3回カシスサミット開催(ホテルニューオータニ)
  - 10月10日 読売カシスシンポジウム開催(よみうりホール)
- 2008年
  - 9月10日 公募により協会キャラクター名前が決定
  - 12月15日 協会監修「カシス力(りょく)」書籍発売
- 2009年07月23日 第4回カシスサミット開催(NZ大使館)
- 2010年11月30日 日本カシス協会主催「カシスアントシアニンの緑内障性視神経障害に対する効果」発表メディアセミナー開催[6]
- 2012年07月31日 カシスシンポジウム in 青森開催
- 2012年09月10日 事務局移転
- 2022年07月23日 インスタグラムのアカウントを開設

## 会員

### 特別協賛法人会員
- 森下仁丹 株式会社
- 東京植萃 株式会社
- マルカイコーポレーション（株）

### 法人会員
- あおもりカシスの会
- 新日本薬業 株式会社
- 株式会社 セントラル・ケミカル
- 株式会社 花田建設
- 株式会社 リアルメイト
- NZBG Japan Inc.
- 弘前倉庫株式会社
- 株式会社 茶々

## 業務

### 日本カシス協会認定制度
協会がカシスアントシアニン量を分析・測定し結果が基準を満たされていると認定マークを交付する。

#### カシスアントシアニン定量法の確立
弘前大学などの協力により、カシスアントシアニン含有量の測定における定量法の確立した。

## 協会キャラクター
2008年9月 日本カシス協会のキャラクターの名前が決定 名前「カシスン」
キャラクターの誕生日は7月23日 カシスの日、身長は1センチ。

## 関連事項
- カシス